# Intimacy - Nell'intimità
Intimacy - Nell'intimità (Intimacy) è un film del 2001 diretto da Patrice Chéreau. Vinse l'Orso d'Oro al Festival di Berlino nel 2001 e la protagonista Kerry Fox fu premiata con l'Orso d'argento per la miglior attrice.

## Trama
Jay, quarantenne barista in un pub londinese che da giovane voleva essere musicista in una band, ha reciso bruscamente i legami con la famiglia, la moglie e due figli. Ora, un anno dopo, la sua vita sessuale è scandita da incontri settimanali, ogni mercoledì dalle due alle quattro, con una coetanea. In un complice silenzio sulle rispettive esistenze, i due si appagano degli attimi di piacere, degli orgasmi che possono estrarre ai loro corpi, nello squallido alloggio di Jay, su un materasso sfatto, o sul pavimento. Spinto, forse, da desiderio di possesso, l'uomo decide, però, di contravvenire al tacito patto; uno scambio generoso e gratuito, nella valutazione di Ian, l'amico e collega di lavoro gay. E comincia a seguirla di nascosto.
I suoi pedinamenti lo conducono ad un pub, nel cui seminterrato, adibito a teatro underground, la donna interpreta un ruolo in un adattamento de Lo zoo di vetro di Tennessee Williams. Nell'intervallo tra i due atti, scambiando alcune impressioni con Andy, factotum della compagnia che, incuriosito dalla presenza del nuovo spettatore, gli ha offerto una birra, si rende conto di essere in presenza del marito della sua amante. Da lui apprende il nome di lei, Claire, e gli viene presentato il loro figlio. Nei giorni successivi, Jay torna ripetutamente. È scattata in lui la molla della competizione. Sfrutta la confidenza con Andy per insinuare in lui, attraverso il racconto dei propri fallimenti affettivi, il dubbio, l'incertezza.
Inevitabilmente, la verità si svela. Il fragile compromesso, fondato sulla clandestinità, su cui poggiava la ricerca di evasione dei due amanti, si spezza. E Claire, dopo un ultimo pomeriggio con Jay, non può non ritornare dal fedele e devoto Andy, che, nell'orgogliosa difesa del suo piccolo mondo di affetti, questo compromesso personifica. Altrove, c'è l'autodistruzione, il cupio dissolvi, tra droga e incontrollate pulsioni sessuali, di Victor, l'altro unico amico di Jay.

## Produzione
Le riprese, iniziate il 19 gennaio 2000, furono interamente girate, in lingua inglese, a Londra; gli interni presso gli Ealing Studios.

### Sceneggiatura
La sceneggiatura, cui contribuì lo stesso regista, nasce dalla commistione di due opere del drammaturgo e scrittore Hanif Kureishi, già affermatosi come sceneggiatore di alcune commedie di era thatcheriana di Stephen Frears (My Beautiful Laundrette e Sammy e Rosie vanno a letto): il racconto Lampada da notte, contenuto nella raccolta Love in a Blue Time, e il romanzo breve Nell'intimità (da cui è stato ripreso il titolo della pellicola). Dello scrittore anglo-pakistano, Chéreau cerca in particolare di conservare "la cattiveria, l'assenza di compiacimento, la severità.

## Critica
Il regista, proveniente dal teatro, sembra dare il meglio di sé nel rapporto con gli attori, nell'aggressiva esplorazione dei loro corpi., nel filmare " i gesti goffi e affannosi del desiderio...i loro corpi troppo lividi o troppo rosei nel viluppo inestricabile delle membra ". Kerry Fox ottenne l'Orso d'Argento per la migliore attrice. Eccezionale è l'interpretazione di Timothy Spall nei panni di Andy.
Inevitabili, nel crudo realismo e l'audacia delle riprese - c'è persino un'esplicita scena di  fellatio non simulata da parte della Fox -, e nel tema dei due quarantenni alla ricerca di una liberazione dal condizionamento sociale, l'accostamento con Ultimo tango a Parigi.

## Distribuzione
Distribuito dalla Mikado, il film uscì in Italia il 4 maggio 2001, accompagnato dal divieto per i minori di 18 anni.
Il 16 ottobre 2020 il film è stato trasmesso in televisione sul canale Cielo, in chiaro e in prima serata.

## Colonna sonora
La colonna sonora del film, come indicata nei titoli di coda, comprende i seguenti brani:
- A Night In - Tindersticks
- Candidate - David Bowie
- London Calling - The Clash
- 2nd Foot Stomp - Clinic
- Consolation Prizes - Iggy & the Stooges
- Nobody's Fault But Mine - Dream City
- Les Trois Iris - Pierre Roussat
- Let It All Hang Out - A.D.O.R.
- Shack Up - A Certain Ratio
- Katerina Izmaylova - Opus 114 - 1963 (largo - interlude) - Dimitri Shostakovich (eseguita dall'orchestra sinfonica di Praga)
- Hey Boy, Hey Girl - The Chemical Brothers
- Penetration - Iggy & the Stooges
- Keynote Inertia, Point You - Eyeless in Gaza
- Rivers of Babylon - Boney M
- In the Ghetto - Nick Cave
- The Motel - David Bowie

## Riconoscimenti
- 2001 - Festival di Berlino
  - Orso d'Oro
  - Orso d'argento per la migliore attrice (Kerry Fox)
- 2001 - Premio Louis-Delluc
- 2002 - Premi Lumière
  - Miglior regista